# Landjugend
Mit Landjugend bezeichnet man im ländlichen Raum aufgewachsene und lebende junge Menschen.
Landjugend ist auch der Kurzbegriff für alle Jugendverbände, in denen sich ein Teil dieser Jugendlichen zur Vertretung ihrer Interessen zusammengeschlossen haben.

## Landjugend in Deutschland
In Deutschland bestehen drei Jugendverbände, die sich verkürzt „Landjugend“ nennen:
- Bund der Deutschen Landjugend (ca. 100.000 Mitglieder) (in Bayern: Bayerische Jungbauernschaft)
- Katholische Landjugendbewegung (ca. 70.000 Mitglieder)
- Evangelische Jugend auf dem Lande (in Bayern: Evangelische Landjugend)

Alle drei Jugendverbände wurden bis zum Beginn der 1950er Jahre gegründet. Jugendorganisation des Deutschen Bauernverbandes ist nur der Bund der deutschen Landjugend, während die zwei kirchlichen Jugendverbände organisatorisch selbständig sind.
Eine Ausnahme besteht nur in Bayern, wo die Katholische Landjugendbewegung (KLJB) in Bayern sowie die Evangelische Landjugend (ELJ) neben der Bayerischen Jungbauernschaft seit 1953 auch anerkannte Jugendverbände im Bayerischen Bauernverband sind.
Die beiden konfessionellen Landjugendverbände sind gleichzeitig Jugendorganisationen der jeweiligen Kirchen und gehören zum Bund der Deutschen Katholischen Jugend bzw. zur Evangelischen Jugend.

Brauchtumspflege, kulturelle Jugendarbeit und die Förderung der dörflichen Gemeinschaft traten als Zielsetzungen der Landjugend-Organisationen rasch neben die Aus- und Weiterbildung in land- und hauswirtschaftlichen Bereichen.
Die drei deutschen Landjugendverbände gehörten zu den ersten Jugendorganisationen, die eine Besetzung der Vorstandsämter nach der Quotenregelung einführten: Auf allen Ebenen – von den Ortsgruppen über Kreis-, Bezirks- und Landesverbände bis zum Bundesverband – wird der Verband jeweils von einem weiblichen und einem männlichen Vorstandsmitglied vertreten.
Auch außerhalb der Landjugendverbände schaffen sich Jugendliche auf dem Land gerne eigene Treffpunkte, wie z. B. in Bauwagen oder Hütten, oft außerhalb der Wohngebiete. Vermehrt gibt es eigene LJ-Heime oder Räume, in denen Jugendliche in der Gemeinschaft arbeiten oder feiern.
Doch seit Juli 2008 findet eine verstärkte bundesweite Vernetzung statt, die durch die Gründung von meineLaju, einem lediglich für die Landjugend bestimmten Social-Network, welches zusammen mit dem Bund der Deutschen Landjugend kooperiert, hervorgerufen wird. Im Zuge der Internationalen Grünen Woche Berlin im Januar 2009 wurde meineLaju der Ernst-Engelbrecht-Greve-Ehrenpreis verliehen, der erstmals ohne finanzielle Würdigung auskommen musste.
Auch in ländlichen Gemeinden wird vermehrt offene Jugendarbeit in kleineren kommunalen Jugendzentren angeboten.

## Landjugend in Österreich

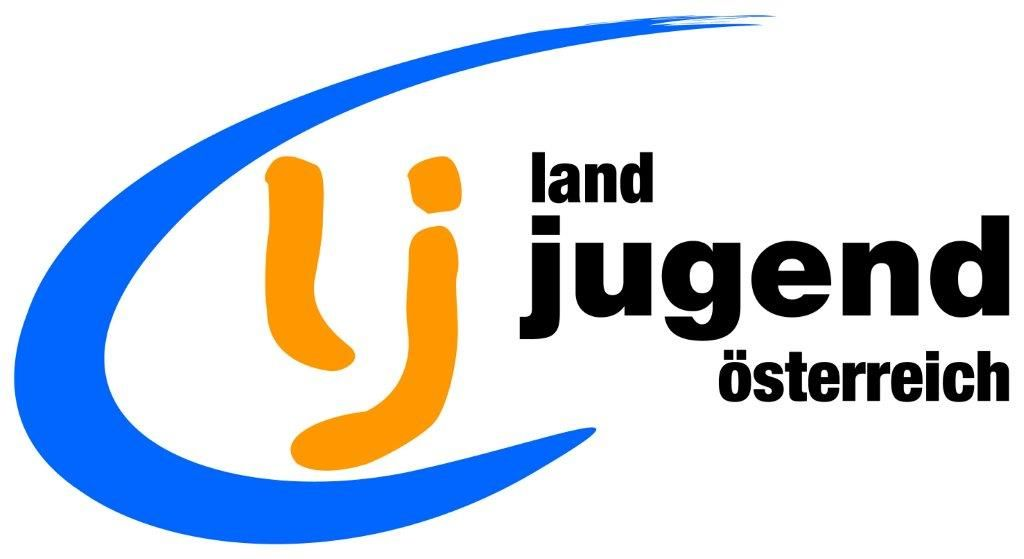
Logo der österreichischen Landjugend

Die Wurzeln der Landjugend sind gleich nach dem Zweiten Weltkrieg mit der gleichzeitigen Bildung der Landwirtschaftskammern zu finden. Durch den Föderalismus und die Besatzungszonen entwickelten sich in den Bundesländern einzelne und organisatorisch verschiedene Verbände. Die Gründung des Bundesjugendringes im Jahr 1953 war der Impuls zur Bildung einer Dachgemeinschaft über alle Bundesländer. Es wurde die Arbeitsgemeinschaft für Landjugendfragen als Ausschuss der Präsidentenkonferenz initiiert. Durch die fehlende Rechtsform konnte die Landjugend aber noch nicht in den Bundesjugendring aufgenommen werden.
Erst 1972 wurde der Verein Österreichische Landjugend als Dachverband aller Orts- und Landesgruppen gegründet. Der Ausschuss blieb allerdings bestehen.
In den 1980er-Jahren öffnete sich die Landjugend auch für den nichtbäuerlichen Bereich und erreichte so bald größere Mitgliederzahlen. Es dauerte aber bis 1992, bis die Landjugend im Bundesjugendring aufgenommen wurde.
In Österreich stellt die Landjugend mit ca. 90.000 Mitgliedern eine der größten Jugendorganisationen im ländlichen Raum dar und versucht die Anliegen der "Landjugendlichen" zu koordinieren. Ferner möchte der Verein bzw. möchten die Mitglieder einen positiven Beitrag zur Entwicklung bzw. zur Gestaltung des ländlichen Raumes leisten. Eine Mitgliedschaft ist vom 14. bis 35. Lebensjahr möglich.
Die Vision laut Leitbild lautet: „Wir gestalten Zukunft im ländlichen Raum und vertreten kompetent die Interessen von jungen Menschen. In unserer lebendigen Gemeinschaft fordern und fördern wir Jugendliche in der Entwicklung ihrer Persönlichkeit.“
Die Grundsätze der Landjugend sind:
- aktive Freizeitgestaltung
- Persönlichkeitsentwicklung
- Mitgestaltung des Ländlichen Raumes[2]

Das Programm wird in sechs österreichweit einheitliche Schwerpunkte eingeteilt:
- Allgemeinbildung
- Landwirtschaft & Umwelt
- Service & Organisation
- Sport & Gesellschaft
- Young & International
- Kultur & Brauchtum[3]

Die Organisation basiert vorwiegend auf dem ehrenamtlichen Engagement der gewählten Führungskräfte. An der Spitze des Vereins stehen jeweils eine Leiterin und ein männlicher Leiter. Die Landjugend ist eine überparteiliche Jugendorganisation. Die Landjugendhierarchie ist in vier Bereiche unterteilt, wobei die übergeordnete Stelle Mitglied der unteren Stellen ist und somit eine Kontrollfunktion wahrnehmen kann:
- Bundesorganisation
- Landesorganisation
- Bezirksorganisation (nach politischen Bezirken mit Ausnahme der Landjugend Niederösterreich. Diese ist nach Gerichtsbezirken eingeteilt, welche wiederum in vier Einzelbezirke eingeteilt sind.)
- Ortsgruppen (in Niederösterreich "Sprengel" genannt)

Auf internationaler Ebene arbeitet die Landjugend in den verschiedensten Gebieten, wie sportliche Wettbewerbe (z. B. Meisterschaftspflügen) oder Weiterbildungsseminare mit. Die Landjugend ist Mitglied der internationalen Rural Youth Europe sowie Mitglied beim Europäischen Rat der Junglandwirte (CEJA).

## Landjugend in der Schweiz

Logo der Schweizerischen Landjugendvereinigung SLJV

Die Schweizerische Landjugend entstand in der Nachkriegszeit aus bäuerlichen Bewegungen heraus. Um die Interessen der bäuerlichen und ländlichen Jugend auf gesamtschweizerischer Ebene zu vertreten, wurde 1956 eine nationale Dachorganisation gegründet, die Schweizerische Landjugendvereinigung (SLJV). Die Schweizerische Landjugend ist konfessionell neutral und politisch unabhängig.
Heute ist die Landjugend eine Interessengemeinschaft für die Belange der Jugendlichen im ländlichen Raum und steht allen interessierten jungen Leuten offen. Sie bietet jungen Leuten zwischen 14 und 30 Jahren aus allen Berufsgruppen eine vielseitige und aktive Freizeitgestaltung. Themen sind Allgemeinbildung, Sport, Spiel, Kultur und Geselligkeit.
Im Vordergrund stehen die zwischenmenschlichen Kontakte. Die jungen Leute erweitern ihren Horizont, erleben Gemeinschaft, erproben Selbstbestimmung und lernen Verantwortung zu übernehmen.
Gesamtschweizerisch gibt es rund 2'800 Landjugendmitglieder, die in 50 Regionalgruppen organisiert sind. Diese wiederum sind in 5 Regionalvereinigungen zusammengefasst und dem schweizerischen Dachverband, der Schweizerischen Landjugendvereinigung, angeschlossen.
Die SLJV ist Mitglied beim Schweizer Bauernverband und der Europäischen Landjugendvereinigung (Rural Youth Europe).

## Landjugend in den USA
Eine der Landjugend vergleichbare Organisation ist 4-H in den USA.